# La Petite Maison de thé (pièce de théâtre)
Pour les articles homonymes, voir La Petite Maison de thé.
La Petite Maison de thé (The Teahouse of the August Moon) est une pièce de théâtre de John Patrick créée en 1953 au Martin Beck Theatre de Broadway (New York). Elle se base sur le du même nom (en) de Vern Sneider (en) sorti en 1951.

## Argument
Au Japon, sur l'île d'Okinawa, peu après la fin de la Seconde Guerre mondiale, le capitaine Fisby est envoyé à Tobiki pour y représenter l'armée d'occupation. Son supérieur, le colonel Wainwright Purdy III, lui affecte comme interprète Sakini, l'un des habitants du village. Grâce à ce dernier et à une jeune geisha surnommée Fleur de lotus, Fisby s'adapte aux coutumes locales et accepte de faire construire une maison de thé...

## Distinctions
- Tony Awards 1954[1]
  - Tony Award de la meilleure pièce
  - Tony Award du meilleur acteur dans une pièce pour David Wayne
  - Tony Award des meilleurs décors

## Adaptations
La pièce a été adaptée par deux fois :
- 1956 : La Petite Maison de thé, film réalisé par Daniel Mann, avec Marlon Brando dans le rôle de Sakini.
- 1962 : La Petite Maison de thé, téléfilm réalisé par George Schaefer.